# 浙江日报报业集团

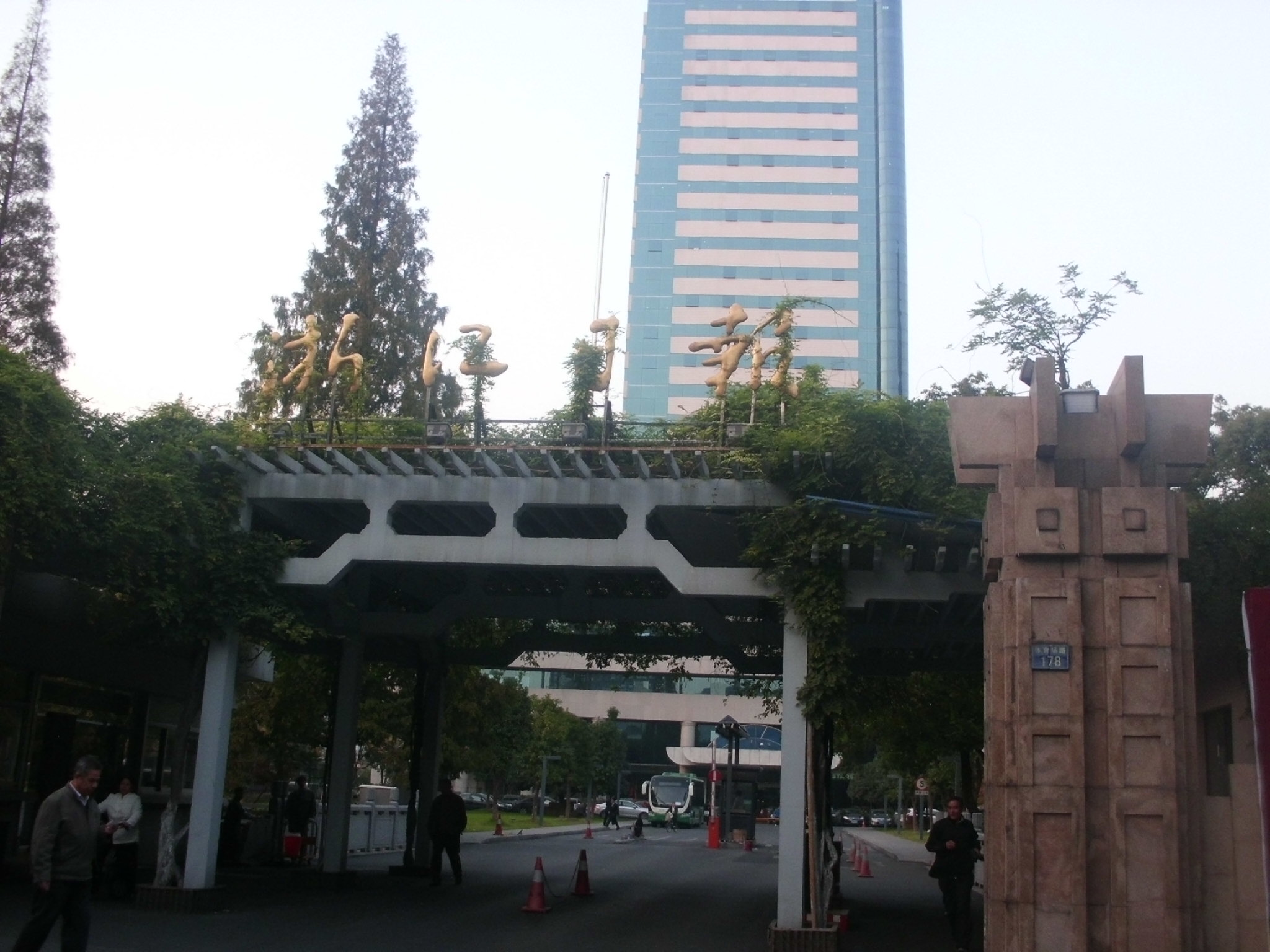
公司大门

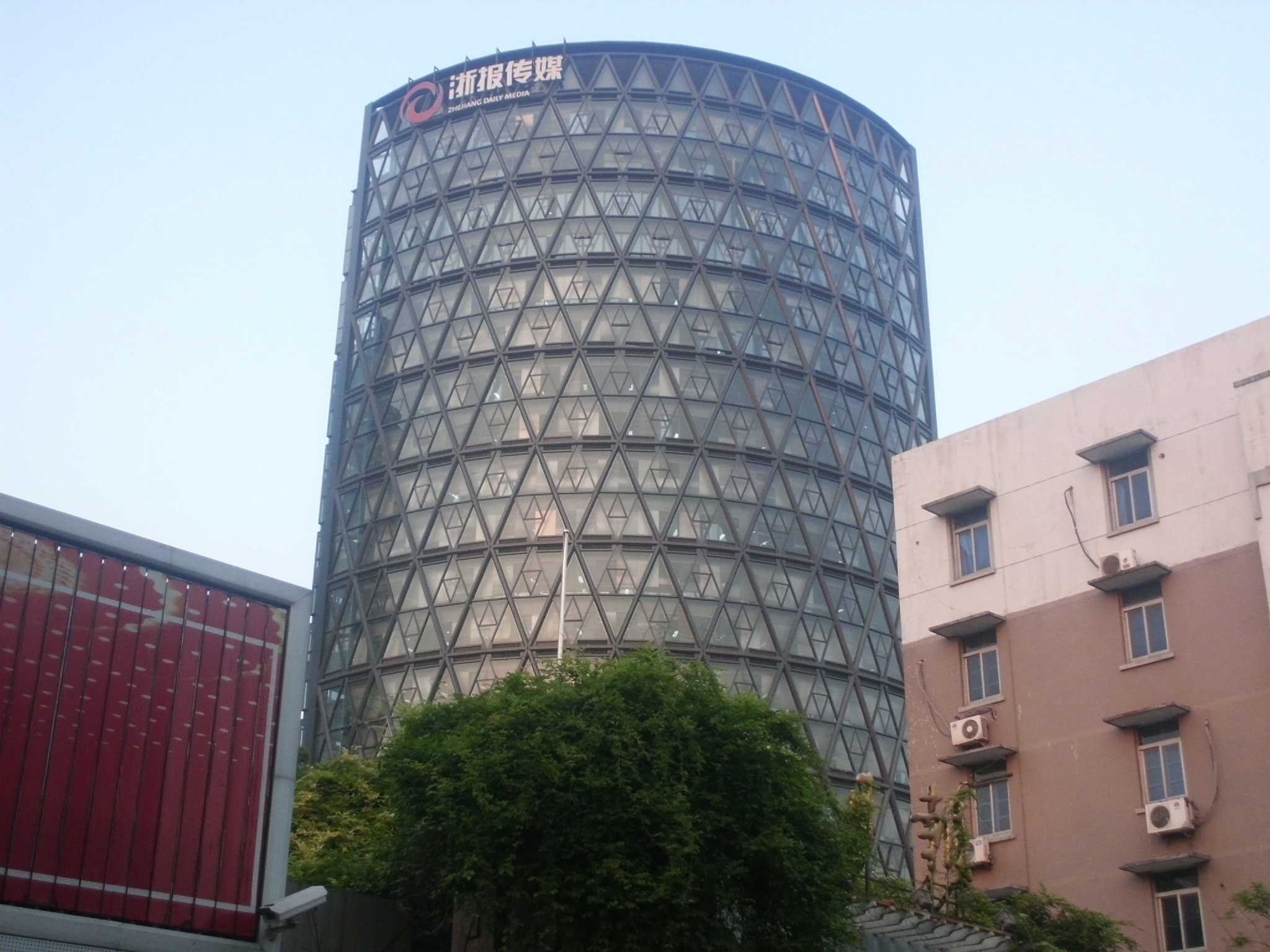
公司大楼

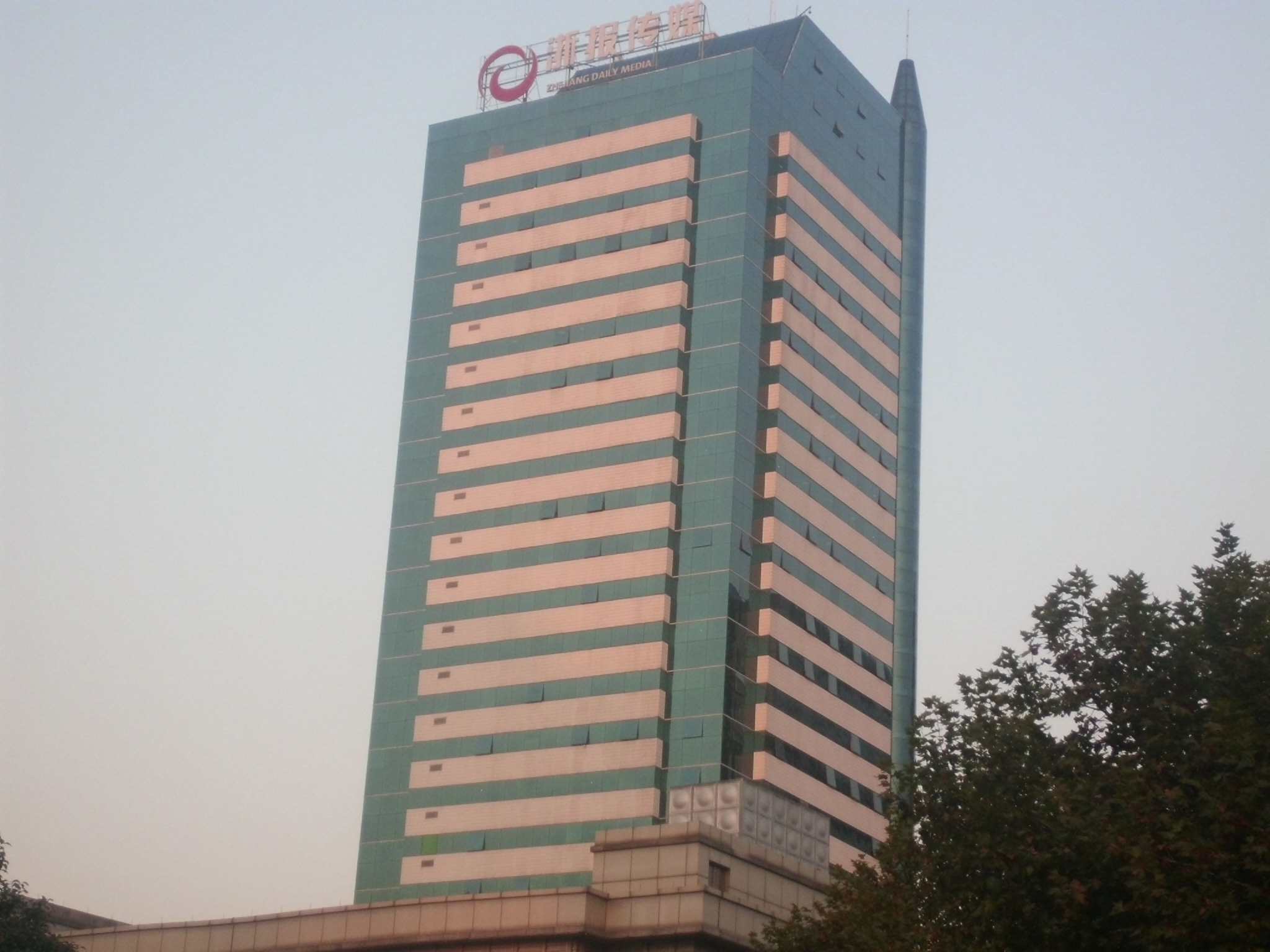
公司大楼

浙江日报报业集团，簡稱浙报集团，是中华人民共和国浙江省的一家报业集团，成立于2000年6月25日，2009年成立浙报传媒控股集团。集团现拥有拥有33家传统媒体、300多个新媒体、500万传统媒体读者、6.6亿网络注册用户（其中活跃用户5000多万，移动用户3000多万），独立法人单位135家（含独资、控股子公司60多家），涉及传媒、资本运营、房地产、印务、物流、高新技术、物流管理等业务领域。现有职工6800余人，总资产超过人民幣40亿元，年营业收入近人民幣30亿元，媒体数量与规模居中国报业集团前列。
在2016年全国报刊出版集团排名中，浙报集团位居第二，仅次于上海报业集团。而在2018年则上升至第一位。

## 历史
2000年6月25日，集团成立。
2011年9月，浙报传媒集团股份有限公司（上交所：600633）上市，成为中国大陆首家上市的报业集团和浙江省首家上市的国有文化企业。
2013年1月，浙报传媒集团以31.9亿元收购杭州边锋和上海浩方100%股权。
2016年，浙报传媒再次通过定增的方式，募集资金20亿元，用于建设互联网数据中心及大数据交易中心项目。2017年，浙报传媒又通过向控股股东浙报控股出售公司所持新闻传媒类资产，获得20亿元资金。而“浙报传媒”也同时变更为“浙数文化”，将全面发展基于互联网的数字文化产业，重点布局以优质IP为核心的数字娱乐产业、以电子竞技等为主的垂直直播业务和大数据产业等三大领域。

## 旗下资产

### 报纸
- 浙江日报
- 钱江晚报
- 今日早报（2016年停刊）
- 江南游报
- 乐清日报
- 瑞安日报
- 海宁日报
- 柯桥日报
- 诸暨日报
- 上虞日报
- 东阳日报
- 永康日报
- 温岭日报
- 美术报
- 浙江法制报
- 浙江老年报

### 杂志
- 共产党员
- 党建
- 宣传半月刊
- 反腐败导刊
- 浙商杂志
- 金融家
- 贵州财富
- 藏真
- 电商卖家
- 电商参考
- 传媒评论
- 江南
- 新世纪周刊（主管单位已变更）

### 出版社
- 红旗出版社

### 网站
- 浙江在线
- 浙江24小时（原钱报网）
- 财新传媒（已撤资）

### 新闻客户端
- 潮新闻，2023年2月18日上线，由浙江新闻、天目新闻、小时新闻合并而来[5]